# Lucy Charles-Barclay
Lucy Anne Charles-Barclay (* 15. September 1993 in Hoddesdon als Lucy Anne Charles) ist eine britische Triathletin. Sie ist Ironman-Weltmeisterin (2023), vierfache Zweite beim Ironman Hawaii (2017, 2018, 2019, 2022),  Siegerin der Ironman European Championships (2017), Weltmeisterin Ironman 70.3 (2021) und ITU-Weltmeisterin auf der Triathlon-Langdistanz (2022). Sie wird in der Bestenliste britischer Triathletinnen auf der Ironman-Distanz geführt.

## Werdegang
Im Alter von acht Jahren fing Lucy Charles mit dem Schwimmsport an und als 16-Jährige war sie nationale Meisterin. Als 19-Jährige startete sie bei ihrem ersten Triathlon. 2015 wurde sie in Zell am See U23-Weltmeisterin Ironman 70.3 und im Oktober in Kona auch Ironman-Weltmeisterin der Amateure in der Altersklasse F18–24. Seit 2016 startet sie als Triathlon-Profi.

### Siegerin Challenge World Championships 2017
Im Mai 2017 gewann sie den ältesten europäischen Ironman auf Lanzarote und im Juni konnte sie auf der Mitteldistanz die erstmals ausgetragene „Challenge The Championship“ (World Championship) für sich entscheiden.
Im Juli wurde sie hinter der Australierin Sarah Crowley Zweite beim Ironman Germany und konnte damit die Ironman European Championships gewinnen. Sie beendete in Frankfurt als schnellste Athletin das Schwimmen nach 48:29 Minuten und erreichte das Ziel als Zweite mit knapp vier Minuten Rückstand auf Sarah Crowley. Im Oktober wurde sie Zweite beim Ironman Hawaii, nachdem sie als schnellste Schwimmerin erst am Ende der Radstrecke noch von der Schweizerin und späteren Siegerin Daniela Ryf überholt worden war.
Im April 2018 konnte die damals 24-Jährige mit dem Ironman South Africa ihr zweites Ironman-Rennen gewinnen. Sie wurde im Juni als eine der stärksten Schwimmerinnen auf der Langdistanz genannt.

### Siegerin Challenge World Championships 2018
Im Juni 2018 konnte sie nach 2017 erneut auch auf der Mitteldistanz in der Slowakei die Challenge The Championship für sich entscheiden. Im September wurde sie in Südafrika Zweite bei den Ironman 70.3 World Championships. Beim Ironman Hawaii im Oktober wurde sie Zweite und stellte in 48:13 Minuten einen neuen Streckenrekord auf der Schwimmdistanz auf.

### Siegerin Challenge Roth 2019
Bei der Challenge Roth belegte sie mit ihrer Siegerzeit von 8:31:09 Stunden mit neuer persönlicher Bestzeit auf der Langdistanz nach dem zweiten Rang im Vorjahr im Juli 2019 den ersten Rang. Im Oktober wurde die 26-Jährige zum dritten Mal in Folge Zweite im Ironman Hawaii. Nachdem sie das Schwimmen als Schnellste beendet und lange Zeit in Führung gelegen hatte, wurde sie auf der abschließenden Laufstrecke noch von der Deutschen Anne Haug überholt.
Mit 170.472 US-Dollar Preisgeld war Lucy Charles-Barclay die zweitbestverdienende weibliche Triathletin der Saison 2019 (hinter der US-Amerikanerin Katie Zaferes, 347.500 US-Dollar Preisgeld).

### Ironman 70.3 Europa- und Weltmeisterin 2021
Lucy Charles-Barclay startete am 6. Juni 2021 bei den ITU World Championship Series 2021 in Leeds, zusammen mit Non Stanford, Vicky Holland, Jessica Learmonth, Georgia Taylor-Brown, Sophie Coldwell, Beth Potter, Olivia Mathias und Sian Rainsley. Sie belegte den fünften Rang. 
Am 27. Juni gewann sie mit persönlicher Bestzeit in einem Ironman 70.3-Rennen beim Ironman 70.3 Kronborg-Elsinore die Ironman 70.3 European Championships.

Lucy Charles-Barclay ging am 28. August 2021 für das im Collins Cup der Professional Triathletes Organisation zusammengestellte Team Europe an den Start – zusammen mit Daniela Ryf, Anne Haug, Holly Lawrence, Jan Frodeno, Gustav Iden, Patrick Lange und Joe Skipper. Im September konnte die 28-Jährige nach zwei zweiten Rängen (2017 und 2019) die Ironman 70.3 World Championships für sich entscheiden.
Im März 2022 zog sich Lucy Charles-Barclay einen Ermüdungsbruch in der Hüfte zu und meldete eine längere Verletzungspause.
Im August wurde die damals 28-Jährige in der Slowakei Weltmeisterin auf der Triathlon-Langdistanz.

### Siegerin Ironman Hawaii 2023
Im Oktober 2023 entschied Lucy Charles-Barclay im Ironman Hawaii das Rennen der Frauen für sich, nachdem sie hier bereits viermal Zweite gewesen war.
Im März 2024 wurde die 30-Jährige Zweite bei der Premiere der T100 Triathlon World Tour in Miami und kassierte 16.000 US-Dollar Preisgeld.
Am 8. Mai wurde sie in der Weltrangliste der Professional Triathletes Organisation (PTO) als Dritte hinter Ashleigh Gentle und Taylor Knibb geführt.
Im Mai 2025 konnte die 31-Jährige zum zweiten Mal nach 2017 den Ironman Lanzarote gewinnen.

### Privates
Lucy Charles-Barclay ist verheiratet und lebt in Hatfield (Hertfordshire). 
Sie wird von ihrem Mann Reece trainiert und seit 2021 auch von Dan Lorang.

## Sportliche Erfolge
| Datum/Jahr    | Rang | Wettbewerb                             | Austragungsort       | Zeit     | Bemerkung |
| ------------- | ---- | -------------------------------------- | -------------------- | -------- | --- |
| 9. Aug. 2025  | 1    | T100 London                            | London               | 03:35:51 | 2 km Schwimmen, 80 km Radfahren und 18 km Laufen                                                                                        |
| 8. Juni 2025  | 1    | Eagleman Ironman 70.3                  | Cambridge (Maryland) | 03:58:10 | |
| 5. Apr. 2025  | 3    | T100 Singapur                          | Singapur             | 03:53:09 | 2 km Schwimmen, 80 km Radfahren und 18 km Laufen                                                                                        |
| 13. Apr. 2024 | 2    | T100 Singapur                          | Singapur             | 03:45:58 | |
| 9. März 2024  | 2    | T100 Miami                             | Miami                | 03:27:42 | 2 km Schwimmen, 80 km Radfahren und 18 km Laufen                                                                                        |
| 21. Mai 2023  | 2    | Ironman 70.3 Kraichgau                 | Kraichgau            | 04:16:11 | |
| 6. Mai 2023   | 3    | PTO European Open                      | Ibiza                | 03:40:56 | 2 km Schwimmen, 80 km Radfahren und 18 km Laufen                                                                                        |
| 5. Nov. 2021  | 12   | ITU World Championship Series 2021     | Abu Dhabi            | 00:57:54 | |
| 18. Sep. 2021 | 1    | Ironman 70.3 World Championships       | St. George           | 04:00:20 | beim Ironman 70.3 St George |
| 27. Juni 2021 | 1    | Ironman 70.3 European Championships    | Helsingør            | 03:59:57 | Siegerin der Ironman 70.3 European Championships beim Ironman 70.3 Kronborg-Elsinore; persönliche Bestzeit in einem Ironman-70.3-Rennen |
| 6. Juni 2021  | 5    | ITU World Championship Series 2021     | Leeds                | 01:56:50 | |
| 12. März 2021 | 2    | Challenge Miami                        | Miami                | 03:02:26 | Zweite hinter Jodie Stimpson |
| 7. Sep. 2019  | 5    | Ironman 70.3 World Championships       | Nizza                | 04:31:50 | Weltmeisterschaft |
| 9. Juni 2019  | 1    | Ironman 70.3 Staffordshire             | Staffordshire        | 04:22:30 | |
| 2. Juni 2019  | 1    | Challenge – The Championship           | Šamorín              | 04:00:25 | erfolgreiche Titelverteidigung bei den „Challenge World Championships“                                                                  |
| 1. Sep. 2018  | 2    | Ironman 70.3 World Championships       | Port Elizabeth       | 04:04:59 | |
| 3. Juni 2018  | 1    | Challenge – The Championship           | Šamorín              | 04:06:10 | Challenge World Championships |
| 2. Sep. 2017  | 2    | Ironman 70.3 Lanzarote                 | Lanzarote            | 04:20:32 | |
| 29. Juli 2017 | 1    | Challenge Prague                       | Prag                 | 04:11:21 | Sieg bei der Erstaustragung |
| 3. Juni 2017  | 1    | Challenge – The Championship           | Šamorín              | 04:13:59 | Challenge World Championship (1,9 km Schwimmen, 90 km Radfahren und 21 km Laufen)                                                       |
| 7. Mai 2017   | 1    | Challenge Lisboa                       | Lissabon             | 04:07:24 | [ 25 ] |
| 30. Aug. 2015 | 1    | Ironman 70.3 World Championship F18–24 | Zell am See          | 04:46:00 | Siegerin der Ironman 70.3 World Championship F18–24                                                                                     |

| Datum/Jahr    | Rang | Wettbewerb                                      | Austragungsort    | Zeit     | Bemerkung                                                              |
| ------------- | ---- | ----------------------------------------------- | ----------------- | -------- | ---------------------------------------------------------------------- |
| 17. Mai 2025  | 1    | Ironman Lanzarote                               | Puerto del Carmen | 09:17:15 |                                                                        |
| 22. Sep. 2024 | DNS  | Ironman World Championships                     | Nizza             | –        | [ 27 ]                                                                 |
| 16. Juni 2024 | 1    | Ironman France                                  | Nizza             | 09:03:22 | Streckenrekord                                                         |
| 14. Okt. 2023 | 1    | Ironman Hawaii                                  | Hawaii            | 08:24:31 | Streckenrekord                                                         |
| 6. Okt. 2022  | 2    | Ironman Hawaii                                  | Hawaii            | 08:41:37 | [ 28 ]                                                                 |
| 21. Aug. 2022 | 1    | ITU Long Distance Triathlon World Championships | Šamorín           | 03:34:17 | ITU-Weltmeisterin auf der Triathlon-Langdistanz                        |
| 7. Mai 2022   | DNS  | Ironman St. George                              | St. George        | –        | Ironman World Championships                                            |
| 12. Okt. 2019 | 2    | Ironman Hawaii                                  | Hawaii            | 08:46:44 | schnellste Schwimmerin der Profis in 49:02 min                         |
| 7. Juli 2019  | 1    | Challenge Roth                                  | Roth              | 08:31:09 | persönliche Bestzeit auf der Langdistanz                               |
| 7. Apr. 2019  | 1    | Ironman South Africa                            | Port Elizabeth    | 08:35:31 | verkürzte Schwimmdistanz                                               |
| 13. Okt. 2018 | 2    | Ironman Hawaii                                  | Hawaii            | 08:36:34 | neuer Streckenrekord auf der Schwimmdistanz in 48:13 min               |
| 27. Mai 2018  | 2    | Challenge Roth                                  | Roth              | 08:43:51 |                                                                        |
| 15. Apr. 2018 | 1    | Ironman South Africa                            | Port Elizabeth    | 08:56:06 |                                                                        |
| 14. Okt. 2017 | 2    | Ironman Hawaii                                  | Hawaii            | 08:58:38 | schnellste Schwimmerin 48:48 min – die zweitschnellste Zeit auf Hawaii |
| 9. Juli 2017  | 2    | Ironman Germany                                 | Frankfurt am Main | 08:51:50 | schnellste Schwimmerin bei den Ironman European Championships          |
| 20. Mai 2017  | 1    | Ironman Lanzarote                               | Puerto del Carmen | 09:35:40 |                                                                        |
| 21. Mai 2016  | 3    | Ironman Lanzarote                               | Puerto del Carmen | 10:10:13 |                                                                        |
| 10. Okt. 2015 | 1    | Ironman World Championship F18–24               | Hawaii            | 10:20:52 | Siegerin der Klasse F18–24 beim Ironman Hawaii                         |

(DNF – Did Not Finish; DNS - Did Not Start) --